# Tree In Fish
Albums de Mother Gong
Eye
(1994) 25th birthday party
(1995)
Tree In Fish est le neuvième album studio de Mother Gong sorti en 1994.
Il a été enregistré en partie en concert lors de la tournée Mother Gong aux États-Unis en 1991 et en partie au Spring studio à Melbourne.

## Liste des titres
| No  | Titre                     | Durée |
| --- | ------------------------- | ----- |
| 1.  | Simple 1                  | 1:27  |
| 2.  | Four Horsemen             | 2:37  |
| 3.  | Buddhas Birthday          | 3:02  |
| 4.  | Faces                     | 3:01  |
| 5.  | Cafe Reflections          | 3:02  |
| 6.  | The House Is Not The Same | 4:14  |
| 7.  | Tree 2                    | 4:21  |
| 8.  | Greenfields               | 4:17  |
| 9.  | Wilful Housewife          | 3:40  |
| 10. | Song Of Skye              | 5:39  |
| 11. | Simple 2                  | 0:40  |
| 12. | La Dea Madri (Short Edit) | 1:03  |
| 13. | She Smiled                | 2:39  |
| 14. | Crying                    | 2:02  |
| 15. | Medecine Woman            | 1:55  |
| 16. | Aere                      | 6:40  |

## Musiciens
- Conrad Henderson : basse
- Robert George : batterie, percussion
- Harry Williamson : claviers, guitare
- Robert Calvert : saxophone
- Gilli Smyth : voix